# 高畠佳介
髙畠 佳介（たかばたけ けいすけ、1990年3月17日 - ）は、滋賀県出身のバスケットボール選手である。身長183cm、体重78kgで、ポジションはシューティングガード。B3.LEAGUEのトライフープ岡山に所属している。

## 来歴
草津高校、びわこ成蹊スポーツ大学を経て、2011年、地元の滋賀レイクスターズに、練習生として加入した。滋賀との選手契約はならなかったものの、2012年7月、ライジング福岡と選手契約を結んだ。
2013年からは、スポーツ教室を運営する企業エルトラックからの支援を受けることになった。
2013-14シーズン、オールスターブレイクまでに19試合に出場して平均2.3得点だった高畠は、ジェームス・ダンカンヘッドコーチの初采配となった2014年2月1日の埼玉ブロンコス戦で、6本の3ポイントシュートをすべて成功させ、18得点をあげて勝利に貢献した。
bjリーグとNBLが統合されBリーグとなった2016-17シーズン、当時B2所属の島根スサノオマジックに移籍する。島根は高畠のシュート力とスティールを評価し、獲得に至った。島根ではレギュラーシーズン60試合全てに出場し、1試合平均7.4得点の記録を残した。このシーズン、島根はB1への昇格を果たしたが、島根は高畠との契約を更新せず、高畠は秋田ノーザンハピネッツへ移籍した。二季連続B１昇格を果たし、「昇格請負人」の称号を得た。
2018年7月、愛媛オレンジバイキングスに移籍、背番号を32に変更。2019年3月17日、自身の誕生日に、B2個人通算得点1000点を達成した。2020-21シーズン、愛媛のキャプテンに就任
2021年6月、岩手ビッグブルズに2年契約で移籍。背番号31。
2023年7月、トライフープ岡山に移籍。

## 記録
| シーズン | チーム | GP | GS | MPG  | FG%  | 3P%  | FT%   | RPG | APG | SPG | BPG | TO  | PPG |
| -------- | ------ | -- | -- | ---- | ---- | ---- | ----- | --- | --- | --- | --- | --- | --- |
| 2012-13  | 福岡   | 16 | 0  | 3.1  | .333 | .261 | 1.000 | 0.2 | 0.1 | 0.2 | 0   | 0.2 | 1.9 |
| 2013-14  | 福岡   | 43 | 2  | 10.0 | .331 | .340 | .783  | 0.4 | 0.5 | 0.4 | 0   | 0.6 | 3.5 |
| 2014-15  | 福岡   | 49 | 12 | 16.0 | .374 | .327 | .733  | 1.1 | 0.9 | 0.5 | 0   | 1.0 | 4.6 |
| 2015-16  | 福岡   | 51 | 15 | 16.5 | .396 | .379 | .783  | 1.2 | 0.9 | 0.7 | 0.1 | 1.2 | 7.4 |
| 2016-17  | 島根   | 60 | 33 | 22.0 | .340 | .339 | .806  | 1.7 | 1.2 | 0.8 | 0.1 | 1.0 | 7.4 |
| 2017-18  | 秋田   | 39 | 7  | 12.8 | .314 | .274 | .867  | 1   | 0.9 | 0.8 | 0.1 | 0.9 | 3.8 |
| 2018-19  | 愛媛   | 57 | 14 | 20.9 | .332 | .341 | .774  | 2.1 | 2.1 | 0.7 | 0.1 | 1.1 | 8.6 |
| 2019-20  | 愛媛   | 41 | 7  | 20.7 | .324 | .343 | .842  | 2.1 | 1.4 | 0.6 | 0   | 0.5 | 7.2 |
| 2020-21  | 愛媛   | 54 | 4  | 12.2 | .378 | .346 | .767  | 1.0 | 0.7 | 0.1 | 0   | 0.4 | 2.9 |